# Ischnothyreus hanae
Ischnothyreus hanae là một loài nhện trong họ Oonopidae.
Loài này thuộc chi Ischnothyreus. Ischnothyreus hanae được miêu tả năm 2008 bởi Tong & Li.